# Electric Eyes
Electric Eyes er den anden EP fra den danske sanger og sangskriver Søren Bregendal. EP'en blev udgivet i 2008, og indeholder nummeret Electric Eyes, der også var at finde på Bregendals debutalbum Life Is Simple Not Easy fra 2007. Electric Eyes indtog dog ikke nogen plads på hitlisten fra hverken Life Is Simple Not Easy-albummet eller fra EP'en med samme navn. Dog lykkedes det Brian Ego-versionen at få en 9. plads på den danske hitliste i 2 uger i træk, dette er Bregendals højeste placering som solo artist nogensinde.

## Spor
1. "Electric Eyes"
2. "Electric Eyes" (Brian Ego Version)
3. "Electric Eyes" (Wazari Remix)